# Франческа Нери
Франческа Нери (на италиански: Francesca Neri) e италианска филмова актриса.

## Биография
Родена е на 10 февруари 1964 г. в италианския град Тренто. Дебютира в киното през 1987 г. във филма „Il Grande Blek“. Има син на име Роко от италианския киноартист и кинорежисьор Клаудио Амендола.

## Частична филмография
- „Стреляй!“ (1993)
- „Жива плът“ (1997)
- „Отново влюбен“ (2000)
- „Ханибал“ (2001)
- „Косвени жертви“ (2002)
- „Щастието не струва нищо“ (2003)
- „Завинаги“ (2003)
- „Дамата с камелиите“ (2005)
- „Приятно ми е да се запознаем“ (2007)